# Debby Boone

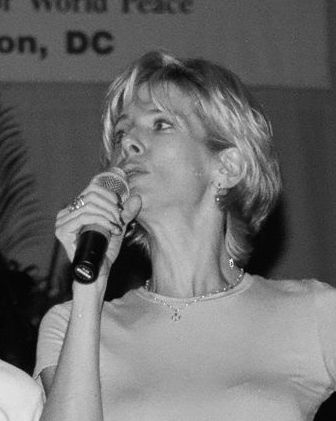
Debby Boone, 1997

Deborah Anne „Debby“ Boone (* 22. September 1956 in Hackensack, New Jersey) ist eine US-amerikanische Sängerin sowie Film-, Fernseh- und Theaterschauspielerin. Sie ist die Tochter des Sängers Pat Boone und wurde 1977 mit You Light Up My Life bekannt.

## Leben und Karriere
1978 erhielt sie für ihre im Mai 1977 aufgenommene Coverversion des Songs You Light Up My Life (Original von Kvitka Cisyk für den Film Stern meines Lebens, 1977) einen Grammy als Best New Artist. Die im August 1977 veröffentlichte Single wurde fünf Millionen Mal verkauft und belegte zehn Wochen lang Platz eins in den US-Pop-Charts. 
In den 1980er Jahren veränderte sie ihren Stil Richtung Country und Christliche Musik. 1980 hatte sie mit Are You on the Road to Lovin' Me Again einen Nummer-eins-Hit in den amerikanischen Country-Charts.
Debby Boone ist mit Gabriel Ferrer, dem Sohn von José Ferrer und Rosemary Clooney, der Tante von George Clooney, verheiratet. Die gemeinsame Tochter ist die Schauspielerin Tessa Ferrer. Ihr Schwager war der Schauspieler Miguel Ferrer.

## Filmografie
- 1978: The Gift of the Magi (Fernsehfilm)
- 1982: Debby Boone … One Step Closer (Fernsehfilm)
- 1984: Sins of the Past (Fernsehfilm)
- 1990: The Kingdom Chums: Original Top Ten
- 1993: Das Ding aus dem Sumpf (Swamp Thing, Fernsehserie, eine Folge)
- 1995: Baywatch Nights (Fernsehserie, eine Folge)
- 1997: Eine starke Familie (Step by Step, Fernsehserie, eine Folge)
- 1997: Hollywood Safari
- 1998: The Easter Story Keepers
- 1999: Projekt: Baumhausgeisel (Treehouse Hostage)
- 1999: Come On, Get Happy: Die Partridge Familie (Come On, Get Happy: The Partridge Family Story, Fernsehfilm)

## Diskografie

### Alben
| Jahr | Titel                | Höchstplatzierung, Gesamtwochen, AuszeichnungChartplatzierungen (Jahr, Titel, Platzierungen, Wochen, Auszeichnungen, Anmerkungen) | Höchstplatzierung, Gesamtwochen, AuszeichnungChartplatzierungen (Jahr, Titel, Platzierungen, Wochen, Auszeichnungen, Anmerkungen) | Anmerkungen                        |
| Jahr | Titel                | US | Country | Anmerkungen                        |
| ---- | -------------------- | --- | --- | ---------------------------------- |
| 1977 | You Light Up My Life | US6 Platin · (37 Wo.)US | Country6 (27 Wo.)Country |                                    |
| 1978 | Midstream            | US147 (5 Wo.)US | — |                                    |
| 1980 | Love Has No Reason   | — | Country17 (30 Wo.)Country | Erstveröffentlichung: 3. März 1980 |
| 1981 | Savin’ It Up         | — | Country49 (2 Wo.)Country |                                    |

Weitere Alben
- 1979: Debby Boone
- 1980: With My Song
- 1983: Surrender
- 1985: Choose Life
- 1987: Friends for Life
- 1989: Be Thou My Vision
- 1989: Home for Christmas
- 2005: Reflections of Rosemary

### Kompilationen
- 1986: The Best of Debby Boone
- 1988: Love Put a Song in My Heart
- 1989: Reflections
- 2001: You Light Up My Life: Greatest Inspirational Songs

### Singles
| Jahr | Titel Album                                               | Höchstplatzierung, Gesamtwochen, AuszeichnungChartplatzierungen (Jahr, Titel, Album, Platzierungen, Wochen, Auszeichnungen, Anmerkungen) | Höchstplatzierung, Gesamtwochen, AuszeichnungChartplatzierungen (Jahr, Titel, Album, Platzierungen, Wochen, Auszeichnungen, Anmerkungen) | Höchstplatzierung, Gesamtwochen, AuszeichnungChartplatzierungen (Jahr, Titel, Album, Platzierungen, Wochen, Auszeichnungen, Anmerkungen) | Anmerkungen                           |
| Jahr | Titel Album                                               | UK | US | Country | Anmerkungen                           |
| ---- | --------------------------------------------------------- | --- | --- | --- | ------------------------------------- |
| 1977 | You Light Up My Life                                      | UK48 (3 Wo.)UK | US1 Platin · (25 Wo.)US | Country4 (14 Wo.)Country | Erstveröffentlichung: 12. August 1977 |
| 1978 | California Midstream                                      | — | US50 (5 Wo.)US | — | Erstveröffentlichung: 6. Januar 1978  |
| 1978 | God Knows Midstream                                       | — | US74 (7 Wo.)US | Country22 (5 Wo.)Country |                                       |
| 1978 | Baby, I’m Yours –                                         | — | — | Country33 (3 Wo.)Country | B-Seite von God Knows                 |
| 1978 | In Memory of Your Love –                                  | — | — | Country61 (4 Wo.)Country |                                       |
| 1979 | My Heart Has a Mind of Its Own Debby Boone                | — | — | Country11 (13 Wo.)Country |                                       |
| 1979 | Breakin’ in a Brand New Broken Heart Debby Boone          | — | — | Country25 (10 Wo.)Country |                                       |
| 1979 | See You in September –                                    | — | — | Country41 (7 Wo.)Country |                                       |
| 1979 | Everybody’s Somebody’s Fool –                             | — | — | Country48 (6 Wo.)Country |                                       |
| 1980 | Are You on the Road to Lovin’ Me Again Love Has No Reason | — | — | Country1 (15 Wo.)Country |                                       |
| 1980 | Free to Be Lonely Again Love Has No Reason                | — | — | Country14 (13 Wo.)Country |                                       |
| 1980 | Take It Like a Woman Love Has No Reason                   | — | — | Country44 (10 Wo.)Country |                                       |
| 1981 | Perfect Fool Savin’ It Up                                 | — | — | Country23 (12 Wo.)Country |                                       |
| 1981 | It’ll Be Him Savin’ It Up                                 | — | — | Country46 (7 Wo.)Country |                                       |

Weitere Singles
- 1978: When You’re Loved
- 1980: Lord, I Believe
- 1983: Keep the Flame Burning
- 1985: The Time Is Now
- 1985: Choose Life
- 1987: Masihlanganeni (Let Us Stand Together)

## Auszeichnungen für Musikverkäufe
| Goldene Schallplatte - Hongkong - 1979: für das Album You Light Up My Life |

Anmerkung: Auszeichnungen in Ländern aus den Charttabellen bzw. Chartboxen sind in ebendiesen zu finden.
| Land/RegionAuszeichnungen für Musikverkäufe (Land/Region, Auszeichnungen, Verkäufe, Quellen) | Gold  | Platin     | Verkäufe  | Quellen    |
| -------------------------------------------------------------------------------------------- | ----- | ---------- | --------- | ---------- |
| Hongkong (IFPI/HKRIA)                                                                        | Gold1 | —          | 10.000    | ifpihk.org |
| Vereinigte Staaten (RIAA)                                                                    | —     | 2× Platin2 | 3.000.000 | riaa.com   |
| Insgesamt                                                                                    | Gold1 | 2× Platin2 |           |            |

## Auszeichnungen

### Academy of Country Music
Gewonnen:
- 1977 – Top New Female Vocalist

Nominiert:
- 1977 – Single Record of the Year (You Light Up My Life)
- 1977 – Song of the Year (You Light Up My Life)

### Dove Awards
Gewonnen:
- 1981 – Best Album By A Secular Artist (With My Song ... I Will Praise Him)
- 1984 – Best Album By A Secular Artist (Surrender)

### Grammys
Gewonnen:
- 1978 – Best New Artist
- 1981 – Best Inspirational Performance (With My Song ... I Will Praise Him)
- 1985 – Best Gospel Performance – Duo/Group (Keep The Flame Burning with Phil Driscoll)

Nominiert:
- 1978 – Record Of The Year (You Light Up My Life)
- 1978 – Best Pop Vocal Performance – Female (You Light Up My Life)
- 1984 – Best Gospel Performance – Female (Surrender)
- 1986 – Best Gospel Performance – Female (Choose Life)
- 1988 – Best Gospel Performance – Female (The Name Above All Names)
- 1990 – Best Gospel Performance – Female (Be Thou My Vision)

### Music City News
Gewonnen:
- 1978 – Best New Female Artist